# La Harpe (Illinois)
La Harpe – miasto w stanie Illinois w hrabstwie Hancock w Stanach Zjednoczonych.